# Salvaterra de Magos
Salvaterra de Magos ist eine Kleinstadt (Vila) in Portugal. Sie ist bekannt für ihre Traditionen in der Falknerei und dem Stierkampf. Die 1903 von Eiffel errichtete Eisenbrücke Ponte Dona Amélia ist ihr bekanntestes Bauwerk.

## Geschichte
Funde belegen eine Besiedlung seit der Altsteinzeit, darunter Werkzeuge und Grabstätten an den archäologischen Ausgrabungsstätten von Muge und Granho. Aus der mittleren Steinzeit wurden Muschelhaufen (port. Concheiros) bei Ribeira de Muge und im Feuchtgebiet Paúl de Magos gefunden. Die späteren Siedler der Jungsteinzeit hinterließen insbesondere am Bach Ribeira do Coelheiro und im Tal Vale dos Lobos Spuren. Aus römischer Siedlungszeit stammen u. a. Mosaike, Amphoren und ein Keramikofen.
Das Gebiet des heutigen Kreises kam im Zuge der arabischen Landnahme ab 711 unter die Herrschaft der Mauren, die insbesondere in der Landwirtschaft für einige Entwicklung in der fruchtbaren Region sorgten. Im Verlauf der christlichen Reconquista wurde das Gebiet unter König D. Dinis neu besiedelt, und Salvaterra de Magos erhielt 1295 erste Stadtrechte. Im Vertrag von Salvaterra de Magos wurde Beatrix, die Tochter des portugiesischen Königs D. Fernando I., mit dem kastilischen König Juan I. de Castilla verheiratet. Nach dem Tode König Ferdinands 1383 drohte Portugal durch Erbfolge an Spanien zu kommen. Die Revolution in Portugal 1383, die insbesondere durch die historische Schlacht von Aljubarrota 1385 entschieden wurde, brachte König D. João I. auf den Thron des nunmehr unabhängig gebliebenen Königreich Portugals.
König D. João III. gab Salvaterra de Magos 1542 an seinen Bruder D. Luís, den Herzog von Beja, der hier einen Palast errichten ließ. Auch die hier veranstalteten Stierkämpfe erlangten einige Bekanntheit. In die Geschichte ging insbesondere jener Stierkampf ein, bei dem der 7. Graf von Arcos durch den Stier getötet wurde, und woraufhin der Vater des Getöteten den Stier tötete. Der Stierkampf ist bis heute in Salvaterra de Magos sehr lebendig geblieben und hat mit der 1920 errichteten Stierkampfarena hier eine überregional bekannte Heimstatt.
In Salvaterra de Magos war im 17. und 18. Jahrhundert die Falknerei der portugiesischen Könige, dort arbeiteten viele Falkner aus Leende, Valkenswaard und Waalre. Die Namensliste ist im Falknereimuseum in Valkenswaard einsehbar. Unter König D. José I. erfuhr die Palastanlage einige Erweiterungen und Umbauten. So wurde 1753 das Opernhaus Real Teatro de Salvaterra errichtet, in dem später u. a. der italienische Komponist Davide Perez (1711–1778) wirkte. Auch eine Reihe Literaten hielten sich in der Palastanlage zwischen 1763 und 1791 auf. Die Königsversammlung, die Cortes, traf sich mehrmals in Salvaterra de Magos, insbesondere zur Zeit der Königin D. Maria I.
Im Verlauf der Verwaltungsreformen nach der Liberalen Revolution 1822 und dem folgenden Miguelistenkrieg wurde 1837, durch Mouzinho da Silveira (1780–1849), der angrenzende Kreis Muge aufgelöst und dem Kreis Salvaterra de Magos angegliedert. Durch Ausgliederungen aus der Gemeinde Muge entstanden dabei zudem die Gemeinden Marinhais, Glória do Ribatejo und Granho.

## Sport
Der 1925 gegründete Fußballverein Clube Desportivo Salvaterrense spielt in unterklassigen Ligen des Distriktverbandes von Santarém (Stand 2013/14). Er trägt seine Heimspiele im 2.000 Zuschauer fassenden Stadion Campo de Jogos de Clube Desportivo Salvaterrense aus. Seine Futsal-Abteilung spielt im städtischen Sporthallenkomplex Complexo Desportivo Municipal in der Gemeinde Marinhais. Dort wurde im Januar 2013 erstmals ein regionales Futsal-Turnier veranstaltet.
Unter den weiteren Sportvereinen des Kreises ist der Sport Clube Desportos Glória do Ribatejo in der Gemeinde Glória do Ribatejo zu nennen. 1975 gegründet, spielt der Fußballverein ebenfalls in Ligen des Distriktverbandes Santarém (Stand 2013/14).

## Verwaltung

### Der Kreis
Salvaterra de Magos ist Verwaltungssitz eines gleichnamigen Kreises (Concelho) im Distrikt Santarém. Am 19. April 2021 hatte der Kreis 21.607 Einwohner auf einer Fläche von 243,9 km².
Die Nachbarkreise sind (im Uhrzeigersinn im Norden beginnend): Almeirim, Coruche, Benavente, Azambuja sowie Cartaxo.
Mit der Gebietsreform im September 2013 wurden mehrere Gemeinden zu neuen Gemeinden zusammengefasst, sodass sich die Zahl der Gemeinden von zuvor sechs auf vier verringerte.
Die folgenden Gemeinden (Freguesias) liegen im Kreis Salvaterra de Magos:
| Gemeinde                                  | Einwohner (2021) | Fläche km² | Dichte Einw./km² | LAU- Code |
| ----------------------------------------- | ---------------- | ---------- | ---------------- | --------- |
| Glória do Ribatejo e Granho               | 3.728            | 84,65      | 44               | 141507    |
| Marinhais                                 | 6.259            | 37,88      | 165              | 141502    |
| Muge                                      | 1.188            | 49,61      | 24               | 141503    |
| Salvaterra de Magos e Foros de Salvaterra | 10.432           | 71,80      | 145              | 141508    |
| Kreis Salvaterra de Magos                 | 21.607           | 243,94     | 89               | 1415      |

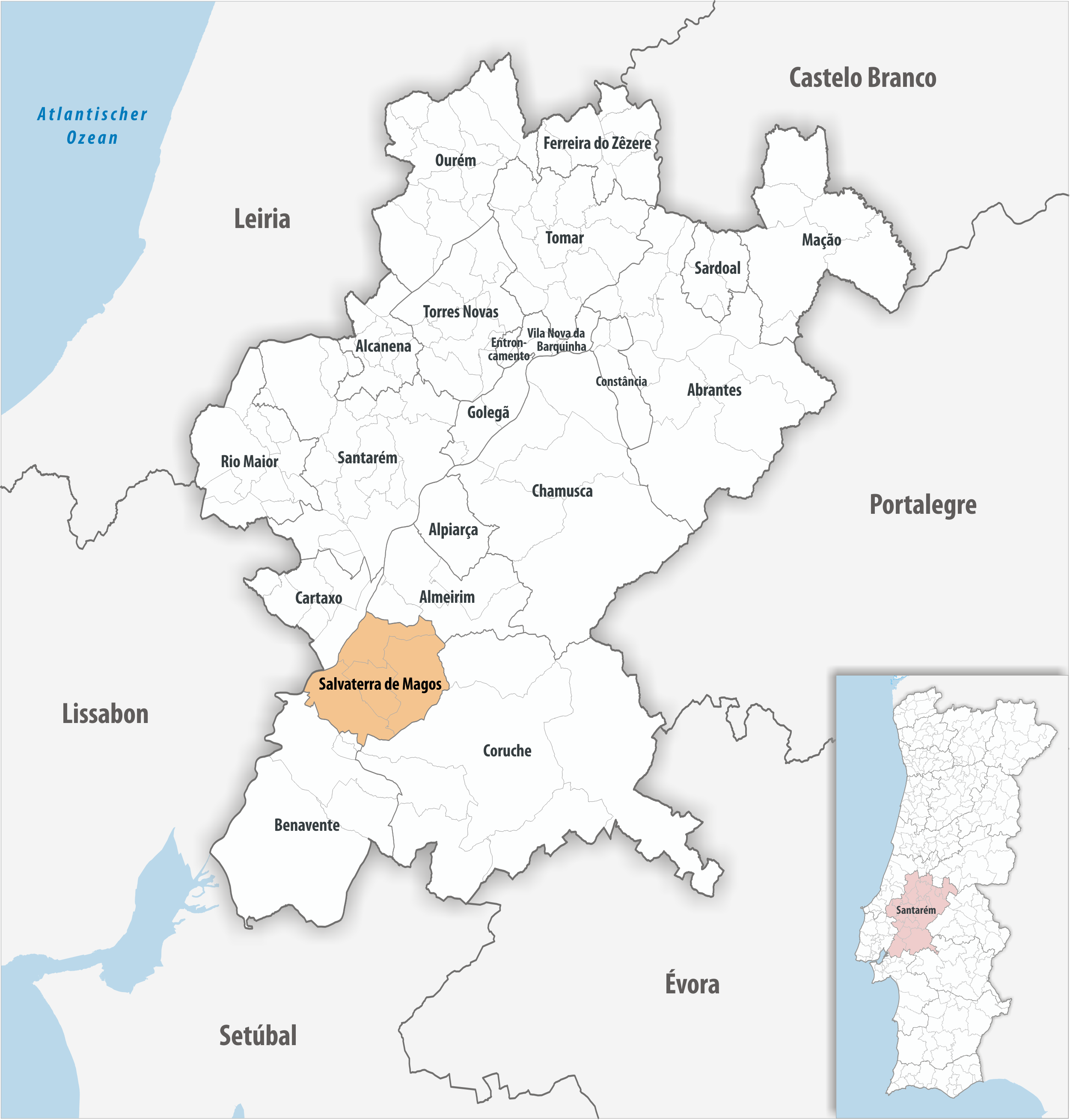
Kreis Salvaterra de Magos

Im Zuge der kommunalen Neuordnung in Portugal wurden zum 29. September 2013 die Gemeinden Salvaterra de Magos und Foros de Salvaterra zur União de Freguesias de Salvaterra de Magos e Foros de Salvaterra, und die Gemeinden Glória do Ribatejo und Granho zur União de Freguesias de Glória do Ribatejo e Granho zusammengefasst.

### Bevölkerungsentwicklung
| 1801 | 1849 | 1900 | 1930   | 1960   | 1981   | 1991   | 2001   | 2004   | 2011   |
| 1875 | 3436 | 7047 | 11.498 | 16.966 | 18.962 | 18.979 | 20.161 | 20.908 | 22.053 |

### Kommunaler Feiertag
- Christi Himmelfahrt

### Städtepartnerschaften
- Valkenswaard, Niederlande
- Cela, Provinz Cuanza Sul, Angola
- Marinha Grande, Portugal[8]

## Verkehr
Die Autobahn A13 führt nahe Salvaterra de Magos vorbei, mit eigener Ortsabfahrt. Die Nationalstraße N118 verbindet den Ort zudem mit der 10 km südlich verlaufenden Autobahn A10, Anschlussstelle Benavente.
Bis zur Einstellung des Personenverkehrs 2011 war der Kreis über die Haltepunkte Marinhais und Muge an die Eisenbahnstrecke Linha de Vendas Novas angeschlossen.
Der Öffentliche Nahverkehr im Kreis Salvaterra de Magos wird durch Buslinien der Barraqueiro-Gruppe sichergestellt.

## Söhne und Töchter der Stadt
- José Maria Rita de Castelo Branco (1788–1872), Graf von Figueira, Kolonialverwalter in Brasilien, Miguelist
- António Roquete (1906–1995), Fußballspieler, Nationaltorwart und Olympiateilnehmer 1928
- Gutty Sereno (* 1983), Fußballspieler